# Geodia
Geodia är ett släkte av svampdjur. Geodia ingår i familjen Geodiidae.

## Dottertaxa tillGeodia, i alfabetisk ordning[1][2]
- Geodia acanthylastra
- Geodia agassizi
- Geodia alba
- Geodia amadaiba
- Geodia amphistrongyla
- Geodia anceps
- Geodia angulata
- Geodia arabica
- Geodia areolata
- Geodia arripiens
- Geodia ataxastra
- Geodia auroristella
- Geodia australis
- Geodia barretti (fotbollssvampdjur)
- Geodia basilea
- Geodia berryi
- Geodia bibilonae
- Geodia bicolor
- Geodia boesraugi
- Geodia breviana
- Geodia californica
- Geodia canaliculata
- Geodia carcinophila
- Geodia carteri
- Geodia cidaris
- Geodia composita
- Geodia conchilega
- Geodia contorta
- Geodia cooksoni
- Geodia corticostylifera
- Geodia crustosa
- Geodia cumulus
- Geodia cydonium
- Geodia cylindrica
- Geodia dendyi
- Geodia depressa
- Geodia distincta
- Geodia divaricans
- Geodia dura
- Geodia dysoni
- Geodia echinastrella
- Geodia eosaster
- Geodia erinacea
- Geodia exigua
- Geodia flemingii
- Geodia gallica
- Geodia geodina
- Geodia gibberella
- Geodia gibberosa
- Geodia glariosa
- Geodia globosa
- Geodia globostellifera
- Geodia globus
- Geodia hentscheli
- Geodia hilgendorfi
- Geodia hirsuta
- Geodia hyotania
- Geodia imperfecta
- Geodia inaequalis
- Geodia inconspicua
- Geodia isabella
- Geodia japonica
- Geodia kuekenthali
- Geodia labyrinthica
- Geodia lacunata
- Geodia libera
- Geodia lindgreni
- Geodia littoralis
- Geodia lophotriaena
- Geodia macandrewi
- Geodia magellani
- Geodia matrix
- Geodia media
- Geodia megaster
- Geodia megastrella
- Geodia mesotriaenella
- Geodia micraster
- Geodia micropora
- Geodia micropunctata
- Geodia microsphaera
- Geodia microspinosa
- Geodia neptuni
- Geodia nigra (Lendenfeld, 1888)
- Geodia nilslindgreni (Van Soest & Hooper, 2020)
- Geodia nodastrella
- Geodia obscura
- Geodia orthomesotriaena
- Geodia ovifractus
- Geodia ovis
- Geodia oxyastra
- Geodia papyracea
- Geodia parasitica
- Geodia paupera
- Geodia perarmata
- Geodia pergamentacea
- Geodia peruncinata
- Geodia philippinensis
- Geodia phlegraei
- Geodia phlegraeioides
- Geodia placenta
- Geodia pleiades
- Geodia poculata
- Geodia punctata
- Geodia ramodigitata
- Geodia ramosa
- Geodia regina
- Geodia reniformis
- Geodia reticulata
- Geodia riograndensis
- Geodia robusta
- Geodia rovinjensis
- Geodia senegalensis
- Geodia sollasi
- Geodia sparsa
- Geodia sphaeroides
- Geodia spheranthastra
- Geodia spherastrea
- Geodia spherastrella
- Geodia spherastrosa
- Geodia splendida
- Geodia stellata
- Geodia stellosa
- Geodia stromatodes
- Geodia strongyla
- Geodia thomsonii
- Geodia tuber
- Geodia tuberculosa
- Geodia tuberosa
- Geodia tylastra
- Geodia variospiculosa
- Geodia vaubani
- Geodia vestigifera